# Macabre (гурт)
Macabre — американський музичний гурт у жанрі екстремального металу. Походить із Чикаго. З моменту заснування в 1985 році, склад гурту незмінних і включає троє учасників. Стиль гурту поєднує в собі треш-метал, дез-метал і грайндкор (іноді з дитячими піснями та народними мелодіями). Тематика пісень Macabre зосереджена на серійних убивцях, масових вбивствах і елементах гумору. Гурт має підписаний контракт зі студією звукозапису Nuclear Blast.

## Впливи
На музику Macabre сильно вплинули американські та британські хардкор, грайндкор і дез-метал, які варіювалися від Venom, The Accused, Suicidal Tendencies і Cryptic Slaughter до Possessed і Napalm Death. Похмуре почуття гумору Macabre відштовхувало випадкових слухачів металу, однак це допомогло отримати невеликий культ.

## Учасники гурту
- Nefarious (Чарльз Лескевич) — бас, вокал (1984–тепер)
- Dennis the Menace (Денніс Рітчі) — ударні (1984–тепер)
- Corporate Death (Ленс Ленціоні) — гітара, вокал (1984–тепер)[2]

## Дискографія

### Студійні альбоми
- Gloom (1989)
- Sinister Slaughter (1993)
- Dahmer (2000)
- Murder Metal (2003)
- Grim Scary Tales (2011)
- Carnival of Killers (2020)

### Демо, відео, LP, EP, збірки
- Shitlist (1987)
- Grim Reality (1987)
- Shitlist (1988, 7")
- Nightstalker (1991, 7")
- Behind the Wall of Sleep (1994, EP)
- Unabomber (1999, EP)
- Capitalist Casualties / Macabre(2001, split with Capitalist Casualties)
- Morbid Campfire Songs (2002, as the Macabre Minstrels)
- Drill Bit Lobotomy (2002, 7")
- Macabre Electric & Acoustic Two CD Set (2004, 2-CD set including the CDs Murder Metal and Macabre Minstrels)
- True Tales of Slaughter and Slaying (2006, DVD)
- Grim Reality (2008)
- Human Monsters (2010, EP)
- Slaughter Thy Poser(2012, EP)